# J.W.B. Money
James William Bayley Money (Kolkota, 21 januari 1819 – Coonoor (Nilgiris), 12 februari 1890) was een Indiaas advocaat die in België en Nederland bekend werd als schrijver van het boek Java; or how to manage a colony (1861). Het boek wordt door wetenschappers nog steeds gezien als waardevol voor de bestudering van de koloniale geschiedenis.

## Biografische schets
Money was afkomstig uit een voorname familie van beambten en juristen in dienst van de East India Company, gevestigd in wat toendertijd Calcutta heette, een grote stad in het Britse koloniale Rijk in India. Hij studeerde rechten in Londen en werd advocaat bij het Calcutta High Court en in Chennai. Het jaar na de Indiase opstand van 1857 reisde hij met zijn vrouw naar Java, ze zou daar kunnen herstellen van een zware ziekte. Tijdens zijn verblijf van een of twee maanden raakte hij onder de indruk van de manier waarop het door Nederland ingevoerde cultuurstelsel op Java en Madoera functioneerde, hij zag daarin een winstgevend alternatief voor het deficitaire Brits-Indië. Hij ging op onderzoek uit naar de manier waarop het koloniaal beheerssysteem functioneerde en gesterkt met documentatie van hoge ambtenaren in Batavia en van de Britse consul Alexander Fraser, publiceerde hij in 1861 het lijvige boekwerk. Onderlegd met cijfermateriaal waarmee hij wilde aantonen hoe voordelig de invoering van het cultuurstelsel in 1830 voor Nederland was geweest. Het is niet bekend of Money nog meer boeken publiceerde.

## Java, or How to Manage a Colony
In zijn boek, opgedragen aan de gouverneur-generaal van Nederlandsch-Indië Johannes van den Bosch, ging Money in tegen de gangbare Britse opinie dat de door de Nederlanders opgelegde dwangarbeid een rem was op de algemene welvaart en dus op de belastinginkomsten. Hij betoogde dat deze praktijk integendeel de welvaart had verviervoudigd en een einde had gemaakt aan de armoede van de Javanen en hun, zoals hij het bestempelde, luie en criminele gewoontes. Money beschreef gedetailleerd hoe het stelsel werkte, hoe de juridische overeenkomsten werden vormgegeven, wat de vormvereisten waren en hoe de adminstratie verliep. Er werd nauwkeurig kadaster gevoerd, zodat het eenvoudig was belasting te heffen. Hij beschreef de wegenbouw onder maarschalk Daendels, in dwangarbeid verricht en ten koste van vele doden. En hij beschreef het systeem van de rechstspraak en van de organisatie van het leger en de politie. De Nederlanders zorgden er voor dat de mensen die in het leger en bij de politie werkte tevreden waren. Ook bezong Money de goede verstandhouding tussen Europeanen en de plaatselijke bevolking.
Het boek, en daarmee het cultuurstelsel en de juridische contracten die er aan ten grondslag lagen, kreeg in de kring van koloniaal bestuurders veel aandacht. Money's analyse dat de Britten op een onjuiste manier waren omgegaan met "het Orientaals karakter" kreeg bijval. Ter discussie werd gesteld of principes als een vrijhandelssysteem en democratie, die functioneerden in landen waar de mensen vrij werden geboren, ook konden functioneren in landen waar een centrale rol is weggelegd voor overgeleverde gebruiken en tradities, met mensen die in gevangenschap werden geboren, horig aan een heer. De lokale bevolking was altijd gewend geweest te gehoorzamen aan bevelen van hogerhand.
Het boek inspireerde kort na publicatie de Belgische erfprins Leopold, die het als model nam voor zijn koloniale ideeën. Hij regelde een ontmoeting met de auteur en zou decennia later in de Onafhankelijke Congostaat een systeem laten opzetten dat was gebouwd op dwangarbeid, met handelsmaatschappijen, monopolies, koninklijk aandeelhouderschap, opzichters en productiebonussen. Het voerde tot honderdduizenden doden bij de lokale bevolking, waarbij de wetenschap naderhand met steeds bredere instemming over wandaden is gaan spreken, enkele wetenscahppers over genocide.

## Publicaties
- Java, or, How to Manage a Colony. Showing a Practical Solution of the Questions now Affecting British India, 2 dln., 1861
  - Java, of hoe eene kolonie moet bestuurd worden, 1861, gescanned exemplaar online
  - Java, une colonie, in: Revue maritime et coloniale, Paris, XIV-XVII, 1866
- Money's plannen tot uitbreiding der katoenteelt in Britsch-Indië, 1862

## Voetnoten
1. ↑  Java; or, How to Manage a Colony. Showing a Practical Solution to the Questions now Affecting British India; Volume 1.
2. ↑  Denys Lombard, J.W.B. Money, Java or How to Manage a Colony, in: Archipel, volume 31, 1986, p. 199-201. Gearchiveerd op 17 juni 2022.
3. ↑  (en) Joseph Foster (1885). Men-at-the-bar. Hazell, Watson and Viney Limited.
4. 1 2  (en) "Java, or how to manag a colony", Saturday review (Sydney), 3 augustus 1861. Geraadpleegd op 2 december 2023.
5. ↑  Jean Stengers, "La genèse d'une pensée coloniale: Léopold II et le modèle hollandais", in: Tijdschrift voor Geschiedenis, XC, 1977, p. 47-71

- Bibsys: 5039732
- Gemeinsame Normdatei: 1019503718
- International Standard Name Identifier: 0000 0000 9111 6914
- Library of Congress Control Number: n85300139
- Nederlandse Thesaurus van Auteursnamen: 071867783
- Trove: 1290481
- Virtual International Authority File: 42234230
- WorldCat: E39PBJj8Y7kYD8fgTqdchpR7pP